# با من دوست میشی (فیلم ۲۰۱۱)
با من دوست میشی (به هندی: Mujhse Fraaandship Karoge) و (به انگلیسی: Will you be friends with me?) فیلمی هندی محصول سال ۲۰۱۱ و به کارگردانی نوپور آستانه است. در این فیلم بازیگرانی همچون ساغیب سالم، صبا آزاد، نیشانت داهیا، تارا دی سوزا، هراش ناگار، پاوان مالهوترا و میتا واشیشت ایفای نقش کرده‌اند.